# زورازما (بهمئي غرمسيري الجنوبي)
زورازما (بالفارسية: زورازما) هي قرية تقع في إيران في قسم بهمئي غرمسیري الجنوبي الريفي. يقدر عدد سكانها بـ 190 نسمة .